# Isolaccio-di-Fiumorbo
Isolaccio-di-Fiumorbo (korsisch L'Isulacciu di Fiumorbu; italienisch Isolaccio di Fiumorbo) ist eine Gemeinde im französischen Département Haute-Corse auf der Mittelmeerinsel Korsika. Sie gehört zum Kanton Fiumorbo-Castello im Arrondissement Corte. Sie grenzt im Nordwesten an Ghisoni, im Norden an Poggio-di-Nazza, im Osten an Prunelli-di-Fiumorbo, im Südosten an Serra-di-Fiumorbo, im Süden an San-Gavino-di-Fiumorbo und im Westen an Palneca. Die Bewohner nennen sich Isolacciais oder Isulaccesi. Das Siedlungsgebiet liegt durchschnittlich auf 740 Metern über dem Meeresspiegel und besteht aus dem Hauptort l'Isulacciu sowie den Dörfern Petrapole, Acciani und Ajola. Der höchste Punkt in der Gemeindegemarkung ist die Bergspitze des Punta della Capella auf 2042 m. ü. M.

## Bevölkerungsentwicklung
| Jahr      | 1962 | 1968 | 1975 | 1982 | 1990 | 1999 | 2008 | 2012 |
| --------- | ---- | ---- | ---- | ---- | ---- | ---- | ---- | ---- |
| Einwohner | 550  | 451  | 332  | 411  | 346  | 333  | 393  | 361  |

## Geschichte
Joseph Morand veranlasste hier am 6. Juni 1808 als Vergeltungsmaßnahme gegen Aufständische die Verhaftung und Inhaftierung von 167 Männern. Einige der Männer, darunter der Bürgermeister, wurden zum Tode verurteilt und am 4. August 1808 in Bastia hingerichtet. Die anderen Gefangenen wurden größtenteils in Embrun inhaftiert, wo viele von ihnen wegen der schlechten Haftbedingungen starben.

## Sehenswürdigkeiten
- barocke Pfarrkirche Mariä Verkündigung (Église paroissiale de l'Annonciation)
- Kapelle Santa Lucia, ein romanischer Bau aus dem 9. Jahrhundert
- Kapelle San Roccu, ein Barockbau
- Kirche in Pietrapola

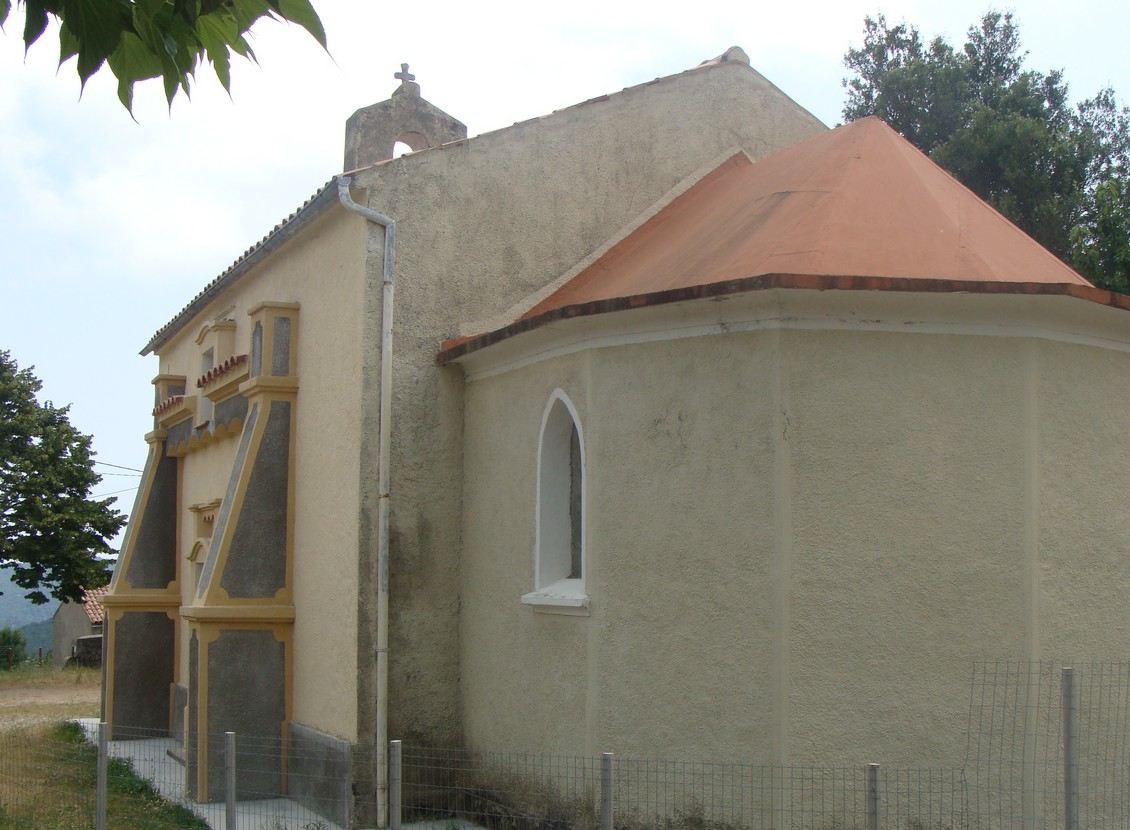
Kapelle Sainte-Marie in Acciani
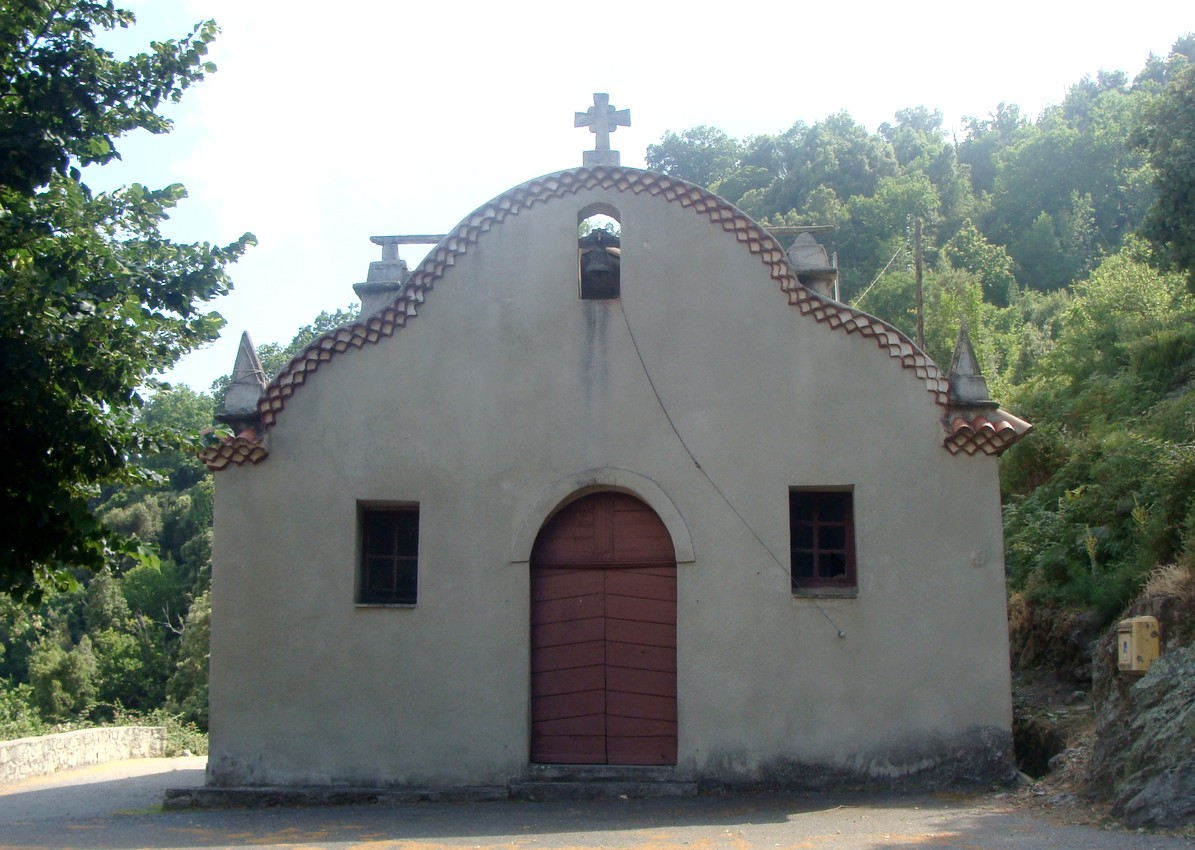
Kapelle in Ajola
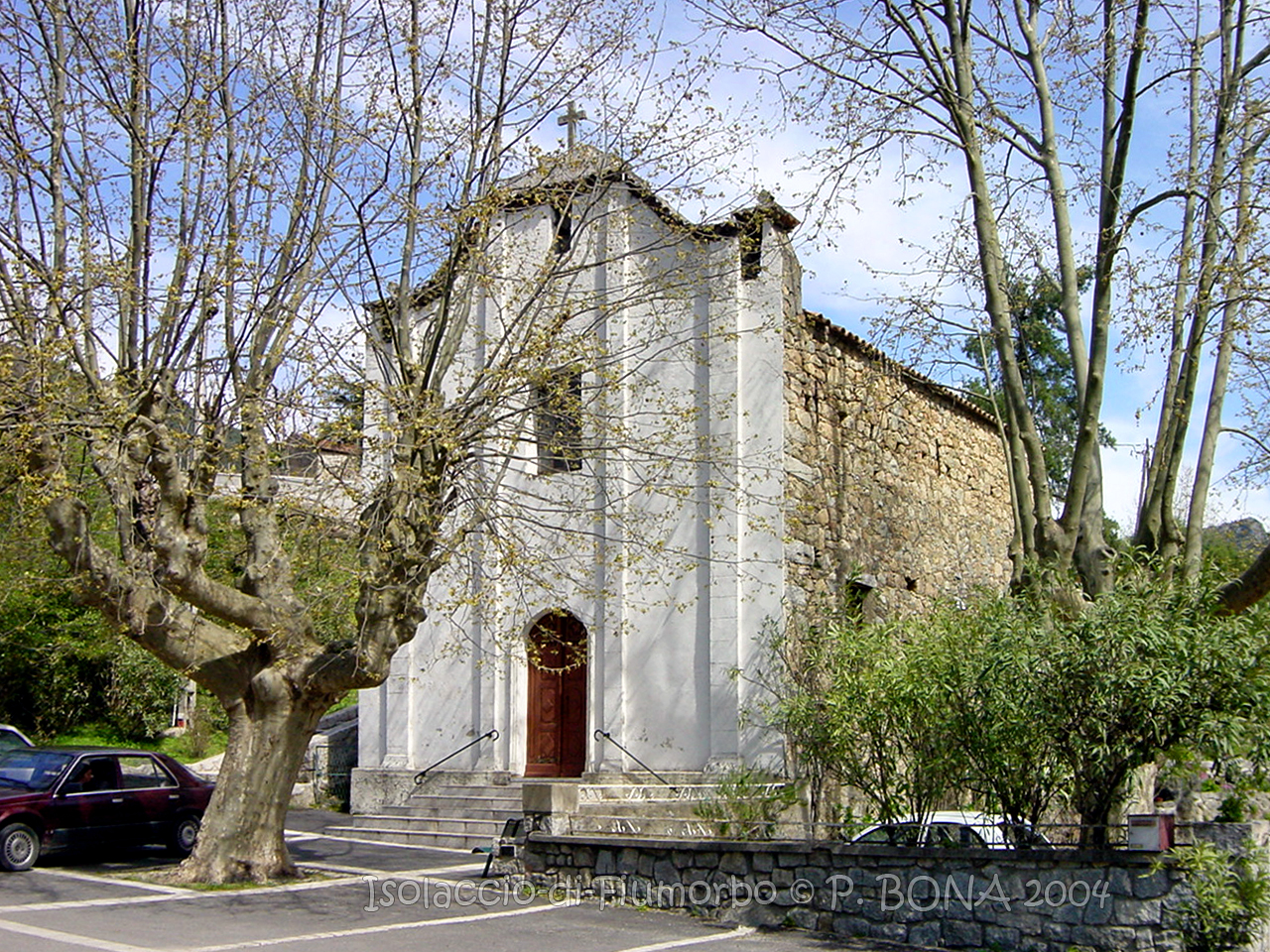
Kirche in Pietrapole

- Kapelle Sainte-Marie in Acciani
- Kapelle in Ajola
- Kirche in Pietrapole

## Persönlichkeiten
- Don Jean Colombani (1903–1977), Kolonialbeamter und Diplomat